# غوس روسو
غوس روسو (بالإنجليزية: Gus Russo)‏ هو صحفي أمريكي، ولد في 1950 في بالتيمور في الولايات المتحدة.

## وصلات خارجية
- غوس روسو على موقع IMDb (الإنجليزية)